# C/1931 P1 Ryves
C/1931 P1 Ryves è una cometa non periodica. La cometa è stata scoperta a occhio nudo il 10 agosto 1931 dall'astrofilo britannico Percy Mayow Ryves.

## Scoperta e osservazioni
Mentre il 10 agosto 1931 cercava di effettuare da Saragozza (Spagna) una stima della magnitudine di una stella variabile, la nova nana U Geminorum, l'astrofilo britannico Percy Mayow Ryves scoprì a occhio nudo la cometa. Frutto di serendipità, la scoperta avvenne in condizioni estremamente difficili, in quanto la cometa, di 5ª magnitudine, era immersa nella luce dell'aurora a soli 23° dal Sole e a 5° sull'orizzonte. Ryves riuscì a riosservarla il 12 agosto (5,5a) ed il 13 agosto (5a) confermandola. L'astronomo statunitense George Van Biesbroeck la scoprì indipendentemente il 14 agosto, anche lui a occhio nudo, stimandola di 4ª magnitudine, con una chioma di 30 minuti secondi e un piccolo nucleo.

## Elementi orbitali
Gli elementi orbitali di questa cometa non sono conosciuti con precisione a causa del relativamente limitato arco osservativo. Risalta l'orbita retrograda e la piccola MOID con il pianeta Giove.
In base ai calcoli a ritroso della sua orbita la cometa sarebbe passata il 1º novembre 1930 a 0,15 AU (pari a circa 22,44 milioni di km) da Giove. Andrew Crommelin ripeté i calcoli nel 1931, concludendo che la cometa era transitata il 9 ottobre 1930 a 21 milioni di km (circa 0,14 AU) da Giove e per due mesi si era trovata a meno di 0,5 AU dallo stesso pianeta; inoltre all'inizio dello stesso anno (1930) era transitata nei pressi di Plutone.
Più recentemente, nel 1983, gli astronomi Edgar Everhart e Brian Marsden calcolarono che la cometa - prima del suo passaggio vicino a Giove del 1930 (occorso a 0,167 AU)- seguiva un'orbita ellittica a lunghissimo periodo, ben 192.000 anni; l'azione gravitazionale di Giove l'avrebbe tuttavia ridotto a soli 1.210 anni.